# Мохали (округ)

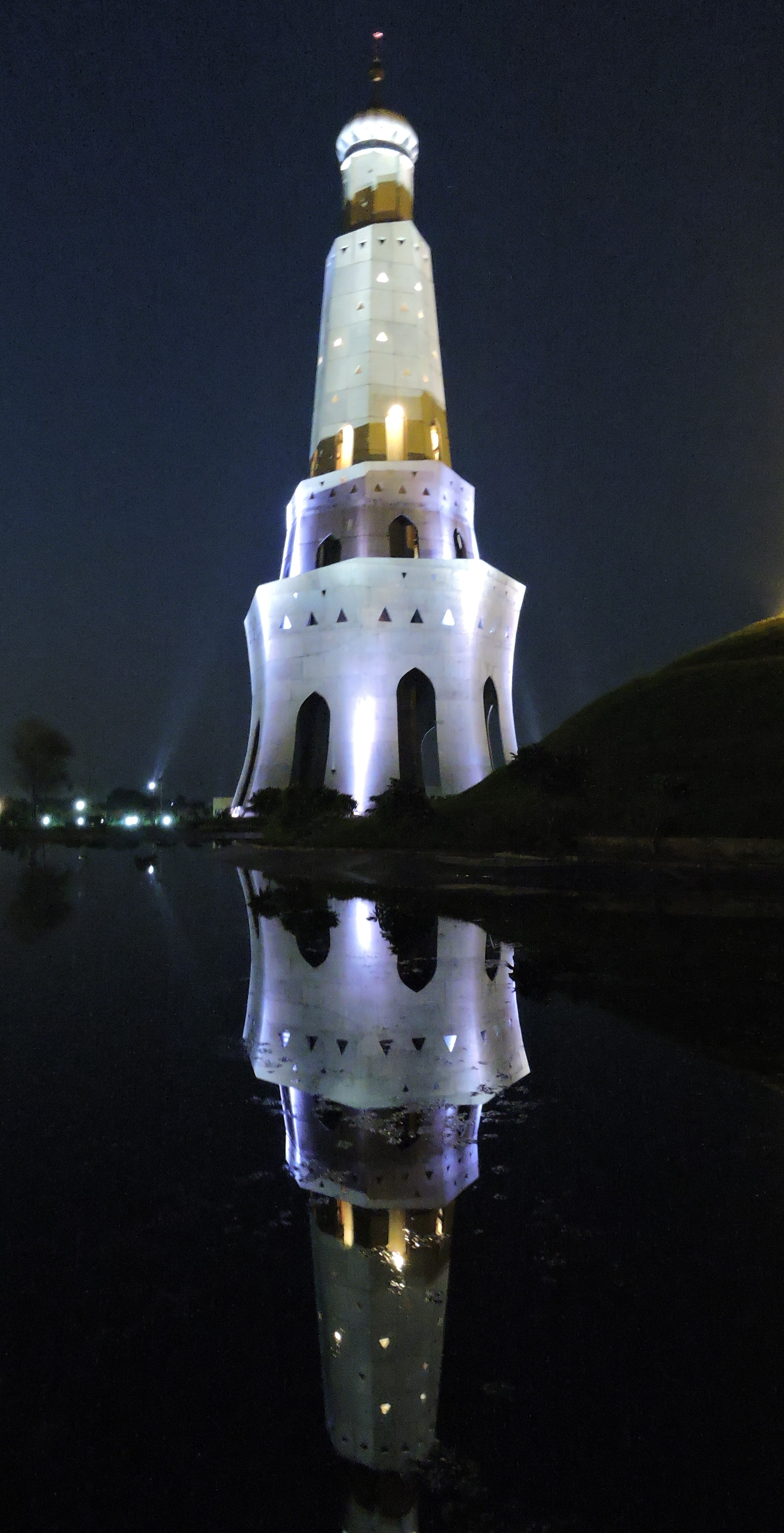
Военный мемориал Банда Синг Бундур — самая высокая башня победы в Индии, расположенная в Чапар-Черри в округе

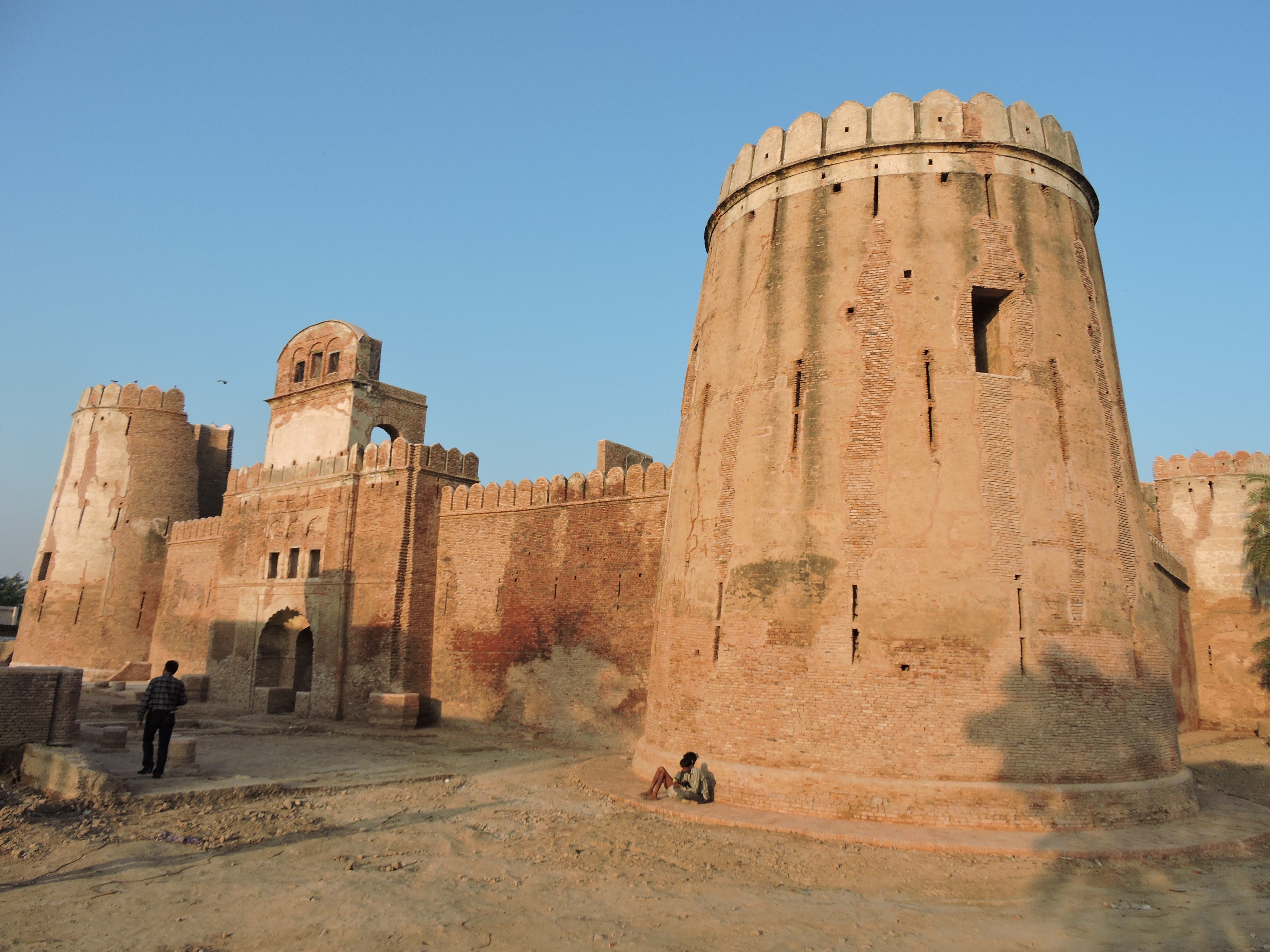
Manauli Fort

Мохали (в.-пандж. ਮੋਹਾਲੀ ਜ਼ਿਲਾ; англ. Mohali) — округ в индийском штате Пенджаб. Образован в 2006 году. Административный центр — город Мохали. Площадь округа — 1093 км². По данным всеиндийской переписи 2011 года население округа составляло 994 628 человек.
Округ официально назван в честь Сахибзады Аджита Сингха, старшего сына Гуру Гобинда Сингха.